# Jeff Sarwer
Jeff Sarwer, né à Kingston en Ontario le 14 mai 1978, est un canadien-finlandais (double nationalité), ancien jeune prodige des échecs dont la personnalité charismatique et le talent aux échecs pendant son jeune âge ont fait de lui un acteur médiatique reconnu.
Sa carrière précoce aux échecs et le style de vie non conventionnel de sa famille ont fait l'objet de nombreux articles et émissions télévisées.

## Début de carrière
Né à Kingston d’une mère finlandaise et d’un père canadien, Jeff Sarwer apprend les règles du jeu d'échecs à l’âge de 4 ans. Jeff et sa sœur Julia ont une éducation en dehors de l'école, sur la route, élevés par leur père, un musicien et hippie. À l’âge de 6 ans, il entre au club d'échecs de Manhattan où il est formé gratuitement par Bruce Pandolfini, entraineur expérimenté et directeur du club qui lui offre une carte de membre du club à vie, ce qui est habituellement réservé aux grands maîtres.
En 1986, à l’âge de 7 ans, il devient champion du monde d'échecs des moins de 10 ans à Porto Rico, sous la bannière du Canada.
Sarwer était souvent sur le devant de la scène, comme lorsqu'il a joué en partie simultanée contre 40 personnes en même temps lors de la fête nationale du Canada à Ottawa en 1988, ou lorsqu'il jouait en blitz (parties rapides) au Washington Square Park où de nombreuses personnes venaient regarder ses matchs.

## Vie médiatique
En 1986, Jeff Sarwer est invité avec sa sœur sur la chaine PBS par Edmar Mednis pour analyser le championnat du monde d'échecs 1986 entre Garry Kasparov et Anatoli Karpov. Jeff et sa sœur Julia, également jeune espoir et participante au championnat du monde d'échecs féminin des moins de 10 ans, sont de nouveau invités l’année d'après pour analyser le match retour des 2 K en 1987.
À la suite de cela, Jeff et Julia obtiennent l'attention de plusieurs médias, apparaissent dans plusieurs shows TV et sont les sujets d’un documentaire. Des magazines tels que GQ ou Sports Illustrated écrivent des articles sur Sarwer et sa famille, en soulignant leur style de vie atypique, et s'interrogeant sur la capacité du père à assurer la sécurité de ses enfants et sur l'avenir de Jeff aux échecs.

## L’article deVanity Fair
En 1987, voyant qu'il perdait le contrôle sur la vie de son fils, le père de Jeff Sarwer souhaite l'éloigner des échecs et partir de New York. Il a des ennuis avec le Children's Aid Society de l'Ontario (en) (CAS), le service de protection des mineurs. Un article de John Colapinto (en) parait dans le magazine Vanity Fair, qui décrit en détail les mauvais traitements infligés à Jeff et Julia et incite le CAS à les placer pour les protéger.
Jeff et Julia sont séparés de leur père, mais décident de s’échapper et de le retrouver. La famille Sarwer continue alors de voyager, à Montréal d'abord, puis en Europe, souvent clandestinement en changeant d’identité.

## À la recherche de Bobby Fischer
Dans À la recherche de Bobby Fischer (1993), un film devenu populaire aux États-Unis, le personnage principal, Josh Waitzkin (9 ans) affronte Jonathan Poe (7 ans). Joshua Waitzkin a réellement existé (son père est l'auteur du livre adapté pour ce film) et Jeff Sarwer sert d'inspiration pour le personnage de Jonathan. Leur partie, différente de celle du film, a eu lieu lors de l’US Primary Championship en 1986.
Questionné au sujet du film, en 2010, Jeff Sarwer répond : « En fin de compte, c'était un film hollywoodien, une œuvre de fiction, et cela a aidé à populariser davantage les échecs, ce qui est toujours une bonne chose. Mais j'ai beaucoup de distance par rapport au livre et au film, la façon dont j'ai été dépeint n'avait rien à voir avec ce que j'étais dans la vraie vie, alors à quoi bon me comparer à lui ? »

## Retour
Après son départ de New York très jeune, Jeff Sarwer disparait de la scène échiquéenne.
En septembre 2007, vivant alors à Gdansk en Pologne depuis quelques années, il refait surface dans le monde des échecs en participant, apparemment sans entraînement à un tournoi en semi-rapide de 30 minutes par parties au château de Malbork en Pologne. Il termine à la troisième place avec un score de 7/9 dans un groupe de 86 joueurs comprenant quatre grands maîtres. Cette performance lui donne un classement Elo provisoire de 2250 FIDE, ce qui le classe loin des joueurs ayant le titre de maître international (2400+) ou grand maître international (2500+) du jeu d'échecs.
En janvier 2010, il donne une longue interview au site Chess Life Online détaillant son ressenti lors de ce tournoi et parlant de sa vie actuelle en Europe. En août 2010, il parle dans le Sunday Times Magazine des méthodes de son père, de sa carrière aux échecs et de sa réapparition publique. Il dit que s'il décidait de faire des échecs une priorité, il le ferait pour atteindre le titre de grand maître. Selon lui, il lui faudrait au moins deux ans d'études et de pratique de base, en particulier en ce qui concerne la préparation des ouvertures, pour atteindre cet objectif.
À l'été 2015, il participe au VIe ShakkiNet GM Tournament en Finlande. Dans ce tournoi de 9 joueurs d'une moyenne Elo de 2402, Sarwer termine à la 3e place avec le score de 5/9, manquant d’un demi-point la norme de maitre international,.

## Poker
Depuis décembre 2008, Jeff Sarwer participe à de nombreux tournois de poker d'envergure, et notamment à plusieurs étapes du circuit de l’European Poker Tour (EPT).
En octobre 2009, il est chipleader de l'EPT de Varsovie à 24 joueurs restants, ce qui le met sous les projecteurs, mais il finit en 10e position. En novembre 2009, il termine 3e du 5k€ NLHE Main Event de l'EPT de Vilamoura et remporte 156 170 euros.
En février 2010, le magazine Bluff Europe écrit un article sur sa nouvelle carrière dans le poker, dans lequel il déclare ne pas se considérer comme un joueur de poker professionnel.
En mars 2010, il finit 2e du 10k€ NLHE High Roller de l'EPT de Berlin, et remporte 110 000 euros.
En 2016, il remporte le 5k$NLHE High Roller du Merit Poker Tour à Kyrenia et le premier prix de 70 275 dollars.
En 2018, ses gains cumulés en tournois live atteignent 825 000 dollars.

## Interview radio
En décembre 2010, Jeff Sarwer est le sujet du programme The Interview sur BBC Radio. Il y évoque sa vie, ses expériences d’enfant et ses relations avec son père. Il parle également de ses années aux États-Unis et de ses succès récents dans le monde du poker en Europe.